# 1977 en santé et médecine
| Années de la santé et de la médecine : 1974 - 1975 - 1976 - 1977 - 1978 - 1979 - 1980    |
| Décennies de la santé et de la médecine : 1940 - 1950 - 1960 - 1970 - 1980 - 1990 - 2000 |

Cet article présente les faits marquants de l'année 1977 en santé et médecine.

## Événements
- 18 janvier : des scientifiques identifient la bactérie qui est la cause de la légionellose.
- 11 septembre : la dernière infection sauvage de la variole est rapportée en Somalie.

## Prix
- Prix Nobel de physiologie ou médecine : Roger Guillemin, Andrew V. Schally, Rosalyn Yalow.

## Décès
- 2 mars : Paul Rohmer (né en 1876), médecin alsacien considéré comme l'un des pères de la pédiatrie moderne française.
- 26 juin : Marc Schlumberger (né en 1900), psychanalyste français.

Date inconnue
- Norman Maier (né en 1900), psychologue américain.